# (2516) Roman
(2516) Roman (1964 VY; 1964 VG2; 1974 SH; 1976 GB6) ist ein ungefähr vier Kilometer großer Asteroid des inneren Hauptgürtels, der am 6. November 1964 im Rahmen des Indiana Asteroid Programs am Goethe-Link-Observatorium in Brooklyn, Indiana (IAU-Code 760) entdeckt wurde. Durch das Indiana Asteroid Program wurden insgesamt 119 Asteroiden neu entdeckt.

## Benennung
(2516) Roman wurde nach der US-amerikanischen Astronomin Nancy Roman (1925–2018) benannt, die maßgeblich an der Planung für das Hubble-Weltraumteleskop beteiligt war.